# Liste der Kulturdenkmale in Chemnitz-Klaffenbach
In der Liste der Kulturdenkmale in Chemnitz-Klaffenbach sind die Kulturdenkmale des Chemnitzer Ortsteils Klaffenbach verzeichnet, die bis Mai 2022 vom Landesamt für Denkmalpflege Sachsen erfasst wurden (ohne archäologische Kulturdenkmale). Die Anmerkungen sind zu beachten.
Diese Aufzählung ist eine Teilmenge der Liste der Kulturdenkmale in Chemnitz.

## Liste der Kulturdenkmale in Chemnitz-Klaffenbach
| Bild           | Bezeichnung | Lage                                    | Datierung | Beschreibung | ID       |
| -------------- | --- | --------------------------------------- | --- | --- | -------- |
| Weitere Bilder | Kirche sowie Kirchhof mit ehemaliger Kirchhofskapelle | Adorfer Straße 3 (Karte)                | 1909–1910 | Anspruchsvoll gestalteter Kirchenbau, reiche Massengruppierung, markanter Glockenturm mit barockisierender Haube, im Reformstil der Zeit um 1910, bau- und kunstgeschichtlich von Bedeutung | 09205013 |
| Weitere Bilder | Gedenkstätte für die Opfer des Faschismus auf dem Kirchhof | Adorfer Straße 3 (bei) (Karte)          | 1943/44 (Grabstätten); nach 1945 (Mahn- und Gedenkstätte)                                                                  | Zwei namenlose Gräber für sowjetische und polnische Staatsangehörige im Schatten zweier Birken nahe der Friedhofskapelle, geschichtlich von Bedeutung | 09205014 |
| Weitere Bilder | Drei Verwaltungs- und Wohngebäude einer Fabrik | Chemnitzer Straße 1, 2, 3 (Karte)       | Vor 1900 | Qualitätvolle Industriearchitektur in zweifarbigem Klinker, Gründerzeitbauten, baugeschichtlich von Bedeutung | 09205016 |
| Weitere Bilder | Grenzstein des Chemnitzer Klosters (sogenanntes St. Arno-Kreuz) | Klaffenbacher Hauptstraße (Karte)       | Nach 1768 neu aufgestellt, Kreuz selbst wesentlich älter                                                                   | Ortsgeschichtlich von Bedeutung, Sandsteinkreuz, darin ein ca. 1 m langes Schwert eingeritzt. Standort an der Hauptstraße nahe der Schule. An diesem Standort 1912 neu aufgestellt. Im Volksmund als „St. Arnokreuz“ bezeichnet (nach Bischof Aribo oder Arn von Würzburg, der 892 bei Chemnitz den Märtyrertod erlitt). Nach anderer Auffassung Grenzstein des Chemnitzer Klosters aus dem 12. Jahrhundert. In einem Manuskript des Pfarrers Delitzsch aus Neukirchen aus dem Jahr 1841 entstand das Kreuz im Zusammenhang mit dem Tod eines Bischofs Hermann von Meißen (Steche 1886). Der Denkmalwert ergibt sich aus der regionalgeschichtlichen Bedeutung des Kreuzes. | 09205090 |
| Weitere Bilder | Hauptgebäude der alten Mühle und Hauptgebäude der neuen Mühle mit Zwillingsturbine sowie Mühlgraben vom Abzweig von der Würschnitz bis zum Wiedereinlauf, inklusive vier Wehranlagen, Überlaufgraben, Zuläufen aus den angrenzenden Feldern und begleitendem Baumbestand | Klaffenbacher Hauptstraße 2 (Karte)     | 1556 (Mühle erwähnt); um 1800 (Altbau Mühle); um 1910 (Neubau Mühle); 1916 (Turbine)                                       | Bemerkenswertes Ensemble von Mühlengebäuden unterschiedlicher Epochen, Entwicklung von der Lohnmühle zur Handelsmühle gewinnt besondere Anschaulichkeit, beide Bauphasen in guter architektonischer Qualität, originale Zwillingsturbine der Maschinenfabrik Briegleb, Hansen & Co, Gotha, von 1916, baugeschichtlich, industriegeschichtlich und technikgeschichtlich von Bedeutung | 09205089 |
| Weitere Bilder | Vierseithof mit Wohnbau (Nr. 3), zwei Seitengebäuden und Scheune (Nr. 3a) | Klaffenbacher Hauptstraße 3, 3a (Karte) | Um 1800 (Scheune); 2. Drittel 19. Jahrhundert (Seitengebäude); 3. Drittel 19. Jahrhundert (Wohnstallhaus und Stallgebäude) | Geschlossene Hofanlage mit Gebäuden unterschiedlicher Entstehungszeit, Wirtschaftsgebäude in Fachwerkbauweise, weitestgehend original erhalten, besonders wertvolle Scheune mit Keller, baugeschichtlich und wirtschaftsgeschichtlich von Bedeutung | 09205029 |
| Weitere Bilder | Zwei Wohnhäuser | Klaffenbacher Hauptstraße 5 (Karte)     | 1. Drittel 19. Jahrhundert                                                                                                 | Einfache ländliche Wohnbauten, Fachwerkkonstruktion im Obergeschoss unter Verkleidung erhalten, baugeschichtlich von Bedeutung | 09205031 |
| Weitere Bilder | Wohnhaus | Klaffenbacher Hauptstraße 7 (Karte)     | Um 1800 | Einfacher ländlicher Wohnbau, Fachwerkkonstruktion im Obergeschoss unter Verkleidung erhalten, markantes Schopfwalmdach, baugeschichtlich von Bedeutung | 09205030 |
| Weitere Bilder | Gasthaus mit Saal (Gasthof Krystallpalast zu Klaffenbach) | Klaffenbacher Hauptstraße 52 (Karte)    | 1905 | Repräsentativer Bau in hervorgehobener städtebaulicher Lage, baugeschichtlich und ortsgeschichtlich von Bedeutung | 09205019 |
|                | Wohnstallhaus eines Dreiseithofes mit rückwärtigem Backhaus | Klaffenbacher Hauptstraße 206 (Karte)   | Um 1800 | Bauernhof mit Fachwerkobergeschoss und mächtigem Schopfwalmdach, baugeschichtlich von Bedeutung | 09205020 |
| Weitere Bilder | Postmeilensäule | Rödelwaldstraße 1 (neben) (Karte)       | Bezeichnet mit 1723 | Kursächsische Postmeilensäule (Sachgesamtheit); Kopie eines Viertelmeilensteins, verkehrsgeschichtlich von Bedeutung. Kopie eines Viertelmeilensteins mit der Reihennummer 39 aus Hilbersdorfer Porphyrtuff. Der Stein gehörte zur Poststraße nach Annaberg. Der Sockel und Bekrönung wiederhergestellt. In Chemnitz wurden alle Postmeilensäulen in Folge der Industrialisierung abgerissen und nach 1990 Kopien der Säulen angefertigt. | 09205017 |
| Weitere Bilder | Wasserschloss Klaffenbach (Sachgesamtheit), Rittergut Neukirchen bei Chemnitz | Wasserschloßweg 6 (Karte)               | Nach 1557 | Sachgesamtheit Wasserschloss Klaffenbach, mit den Einzeldenkmalen: Wasserschloss, Wirtschaftsgebäude, Torhaus und Einfriedungsmauer (siehe 09304750) sowie umgebende gärtnerische Anlage unterschiedlicher Entstehungszeit (Gartendenkmal); Wasserschloss der Renaissance mit anschließendem Wirtschaftshof von überregionaler baugeschichtlicher, architekturgeschichtlicher, regionalgeschichtlicher, künstlerischer und landschaftsprägender Bedeutung | 09205018 |
| Weitere Bilder | Wasserschloss, Wirtschaftsgebäude (ehemals Vorwerk/Rittergut), Torhaus und Einfriedungsmauer (Einzeldenkmale der Sachgesamtheit 09205018) | Wasserschloßweg 6 (Karte)               | Nach 1557 (Schloss); 16. Jahrhundert (Torhaus); 18. und 19. Jahrhundert (Wirtschaftshof)                                   | Einzeldenkmale der Sachgesamtheit Wasserschloss Klaffenbach; Wasserschloss der Renaissance mit anschließendem Wirtschaftshof von überregionaler baugeschichtlicher, architekturgeschichtlicher, regionalgeschichtlicher, künstlerischer und landschaftsprägender Bedeutung | 09304750 |

## Ehemaliges Denkmal
| Bild                                    | Bezeichnung | Lage                           | Datierung | Beschreibung | ID       |
| --------------------------------------- | ----------- | ------------------------------ | --------- | --- | -------- |
| Direkt Bild zu diesem Denkmal hochladen | Wohnhaus    | Würschnitztalstraße 44 (Karte) | Um 1830   | Einfacher ländlicher Wohnbau, bemerkenswert aufgrund der Fachwerkkonstruktion im Erdgeschoss, Obergeschoss schieferverkleidet, Türgewände in Holz, baugeschichtlich von Bedeutung. Abgerissen zwischen 2012 und 2015. | 09205015 |

## Tabellenlegende
- Bild: Bild des Kulturdenkmals, ggf. zusätzlich mit einem Link zu weiteren Fotos des Kulturdenkmals im Medienarchiv Wikimedia Commons. Wenn man auf das Kamerasymbol klickt, können Fotos zu Kulturdenkmalen aus dieser Liste hochgeladen werden:
- Bezeichnung: Denkmalgeschützte Objekte und ggf. Bauwerksname des Kulturdenkmals
- Lage: Straßenname und Hausnummer oder Flurstücknummer des Kulturdenkmals. Die Grundsortierung der Liste erfolgt nach dieser Adresse. Der Link (Karte) führt zu verschiedenen Kartendiensten mit der Position des Kulturdenkmals. Fehlt dieser Link, wurden die Koordinaten noch nicht eingetragen. Sind diese bekannt, können sie über ein Tool mit einer Kartenansicht einfach nachgetragen werden. In dieser Kartenansicht sind Kulturdenkmale ohne Koordinaten mit einem roten bzw. orangen Marker dargestellt und können durch Verschieben auf die richtige Position in der Karte mit Koordinaten versehen werden. Kulturdenkmale ohne Bild sind an einem blauen bzw. roten Marker erkennbar.
- Datierung: Baubeginn, Fertigstellung, Datum der Erstnennung oder grobe zeitliche Einordnung entsprechend des Eintrags in der sächsischen Denkmaldatenbank
- Beschreibung: Kurzcharakteristik des Kulturdenkmals entsprechend des Eintrags in der sächsischen Denkmaldatenbank, ggf. ergänzt durch die dort nur selten veröffentlichten Erfassungstexte oder zusätzliche Informationen
- ID: Vom Landesamt für Denkmalpflege Sachsen vergebene, das Kulturdenkmal eindeutig identifizierende Objekt-Nummer. Der Link führt zum PDF-Denkmaldokument des Landesamtes für Denkmalpflege Sachsen. Bei ehemaligen Kulturdenkmalen können die Objektnummern unbekannt sein und deshalb fehlen bzw. die Links von aus der Datenbank entfernten Objektnummern ins Leere führen. Ein ggf. vorhandenes Icon  führt zu den Angaben des Kulturdenkmals bei Wikidata.

## Ausführliche Denkmaltexte
1. ↑  Wasserschloss Klaffenbach:

Ebenso wie die Nachbardörfer Neukirchen und Burkhardtsdorf war Klaffenbach ein der Chemnitzer Benediktinerabtei St. Marien tributpflichtiges Dorf. Diese Dörfer wurden im Jahr 1543 (nach anderen Angaben 1547) an den vermögenden Annaberger Bürger Wolff Hühnerkopf, Besitzer mehrerer Silberbergwerke und Münzmeister, verkauft. Er ließ das heute als Wasserschloss Klaffenbach (ältere Bezeichnung „Schloss Neukirchen“) bezeichnete Wasserschloss um 1557 erbauen. Nach mehrmaligem Besitzerwechsel gelangte das Schloss 1615 in den Besitz des aus dem Baltikum stammenden kurfürstlichen Hofmarschall Freiherr Dietrich von Taube. Das heutige Erscheinungsbild des Schlosses soll dem ab 1616 erfolgten Umbau unter Taube zu verdanken sein. Über 200 Jahre verblieb das Schloss im Besitz der Familie von Taube. 1819 erwarb der Fabrik-, Kauf- und Handelsherr Carl Heinrich Hähnel aus Schneeberg die Schlossanlage. Mehrfach wechselte das Schloss danach noch den Besitzer. 1926 wurde die Gemeinde Klaffenbach Eigentümer des Rittergutes (Wirtschaftshof des Wasserschlosses), ab 1934 auch des Wasserschlosses. Danach folgte die Nutzung durch den Reichsarbeitsdienst (ab 1935 bis 1945) und als Jugendwerkhof (1947–1989). Nach umfassender Sanierung in den 1990er Jahren wurden das Schloss und der zugehörige Wirtschaftshof zur kulturellen Begegnungsstätte umgenutzt. In anderen Gebäuden des Wirtschaftshofes konnten ein Hotel und Gastronomie untergebracht werden.

Von einem „mauerbewehrten Wassergraben umgebenes“ Renaissanceschloss, zu dem eine dreibogige Brücke führte (Reste dieser Brücke wurden in den Brückenneubau einbezogen). Der dreigeschossige schlichte Putzbau erhebt sich über einen quadratischen Grundriss „und schließt mit einer eigenwilligen, in Sachsen einzigartigen Dachkonstruktion ab“ (vier Kielbogengiebel und flankierende Halbgiebel). Aus dieser Konstruktion ergeben sich zwei sich kreuzförmig durchdringende Kielbogen-Dächer. In der Mittelachse der Schauseite des Schlosses befindet sich das Eingangsportal, seitlich davon der in die Gebäudeflucht integrierte Wendelstein. Die Fassaden werden geprägt durch unregelmäßig angeordnete Kreuzstockfenster (zahlreiche Zwillingsfenster). Die Einfassung der Fensteröffnungen erfolgte durch teils profilierte Werksteine, welche entsprechend dem Befund ockerfarbig gefasst sind. Diese farbigen Fenstergewände und die gleichfarbigen Eckquaderungen bilden die wesentlichen Gliederungselemente der Fassaden. Im Inneren befindet sich in jeder Etage eine mittige Halle mit angrenzenden Räumen, wobei im Erdgeschoss die Kreuzgratgewölbe in den Räumen größtenteils erhalten blieben. Im Bereich des heutigen Standesamtes erfolgte in den Jahren 1860/1870 eine Ausmalung der Gewölbe durch ein Akanthusblattwerk. Im südlichen Anbau finden sich Reste einer Ausmalung mit floralen Motiven und Scheinarchitekturelementen aus der 2. Hälfte des 18. Jahrhunderts. Auch im östlichen Anbau setzt sich diese Scheinarchitektur-Malerei fort. Der im ersten Obergeschoss befindliche Saal des Wasserschlosses wurde um 1800 ebenfalls mit einer klassizistischen Scheinarchitektur ausgemalt. In der Halle im zweiten Obergeschoss hat sich eine bemalte Bretterdecke erhalten. Bedeutsam ist das Dachtragewerk, welches zwischen 1555 und 1560 entstand. U-förmig schließen sich die Wohn- und Verwaltungsgebäude des Wirtschaftshofes (ehemaliges Vorwerk, später Rittergut) an. Dieser Komplex umfasste Gesindewohnhäuser, das Torhaus mit Gesindewohnungen, die Brennerei (ebenfalls mit Gesindewohnungen), den Pferdestall, die Remise, den Kuhstall mit kreuzgradgewölbtem Stall, das Verwalterhaus mit Inspektoren-Wohnung sowie verschiedene Schuppen. Das Torhaus entstand bereits im 16. Jahrhundert, während die anderen Wirtschaftsgebäude im 18. bzw. 19. Jahrhundert errichtet wurden. Mit Ausnahme des früher entstandenen Torhauses handelt es sich dabei um schlichte, zeittypische Gebäude, welche in gutem Originalzustand überliefert sind.

Das Wasserschloss wird im Westen von einer hohen Mauer umschlossen. Zwischen Wassergraben und Mauer befindet sich eine kleine, als Schlossgarten bezeichnete, gärtnerische Anlage. Auch südlich der Mauer und des Inspektorenhauses und der Kuhställe befindet sich eine gärtnerische Anlage mit Teich, die im Freiberger Exemplar der Sächsischen Meilenblätter als gärtnerische Anlage im Umfeld des Wasserschlosses und des Rittergutes mit verschiedenen auf das Schloss zuführenden Alleen abgebildet ist, jedoch heute nur teilweise erhalten blieb. Als Gartendenkmal wurden die als „Schloßpark“ genannten Anlagen zwischen Mauer und Wasserschloss sowie die südwestlich von Schloss und Rittergut befindliche Anlage ausgewiesen. Die genannten Anlagen entstanden vermutlich nicht gleichzeitig und erfuhren mehrfach Veränderungen.

Da es sich bei diesem Wasserschloss um das einzige erhaltene Wasserschloss in Obersachsen handelt, erlangt das Wasserschloss Klaffenbach eine überregionale Bedeutung. Diese ergibt sich aus der besonderen regionalgeschichtlichen, baugeschichtlichen, baukünstlerischen und landschaftsprägenden Bedeutung des Schlosses und seiner Nebenanlagen.